# Jakub Węgrzynkiewicz
Jakub Węgrzynkiewicz (* 21. Juli 1928 in Szczyrk; † 18. Juni 2006 ebenda) war ein polnischer Skispringer und Skisprungtrainer.

## Werdegang
Węgrzynkiewicz ging im Laufe seiner Karriere für mehrere Vereine an den Start, wobei er am längsten für BBTS Włókniarz Bielsko-Biała startete. Bei polnischen Meisterschaften gewann er 1952 die Silbermedaille hinter Stanisław Marusarz sowie 1954 in Wisła Bronze.
Węgrzynkiewicz war Teilnehmer der Olympischen Winterspiele 1952 in Oslo, wo er mit Sprüngen auf 60,5 und 58,5 Metern den 33. Platz belegte. Darüber hinaus nahm er an der Vierschanzentournee 1956/57 teil, bei der er sein bestes Resultat mit dem 34. Rang beim Auftaktspringen in Oberstdorf erzielte.
Nach seinem Karriereende trainierte Węgrzynkiewicz unter anderem spätere Olympiateilnehmer und polnische Meister wie Piotr Fijas oder Janusz Waluś. Er verstarb am Sonntag, dem 18. Juni 2006 in seiner Heimatstadt Szczyrk.

## Vierschanzentournee-Platzierung
| Saison  | Platz | Punkte |
| ------- | ----- | ------ |
| 1956/57 | 39.   | 511,6  |